# Journal of Linguistics
Journal of Linguistics – czasopismo naukowe poświęcone zagadnieniom językoznawczym, oficjalna publikacja Linguistics Association of Great Britain. Jest wydawane przez Cambridge University Press. Na jego łamach ogłasza się artykuły z zakresu językoznawstwa teoretycznego, a także recenzje nowych dzieł lingwistycznych.